# Frontiniella jorgenseni
Frontiniella jorgenseni là một loài ruồi trong họ Tachinidae.